# Buck Jones
Pour les articles homonymes, voir Jones.
Buck Jones (parfois crédité Charles Jones) (Vincennes (Indiana), 12 décembre 1891 – Boston (Massachusetts), 30 novembre 1942), est un acteur américain.

## Biographie
Il a principalement tourné dans des westerns. Sa carrière a commencé en 1913 dans un court métrage.

## Filmographie

### Années 1910
- 1918 : Western Blood de Lynn Reynolds  : petit rôle
- 1918 : True Blue de Frank Lloyd : petit rôle
- 1918 : Selfish Yates (en) de William S. Hart : Membre de la troupe
- 1918 : Riders of the Purple Sage de Frank Lloyd : un cow-boy
- 1918 : The Rainbow Trail de Frank Lloyd : petit rôle
- 1919 : The Desert Rat (it) de Leon De La Mothe : Standing Bear
- 1919 : The Two Doyles : Homme de main hors la loi
- 1919 : The Sheriff's Son (en) de Victor Schertzinger : petit rôle
- 1919 : Fighting for Gold : Cowboy
- 1919 : Pitfalls of a Big City de Frank Lloyd  : Extra
- 1919 : Vengeance and the Girl
- 1919 : The Uphill Climb : Rockcliffe Stone
- 1919 : The Coming of the Law d'Arthur Rosson
- 1919 : The Puncher and the Pup
- 1919 : The Wilderness Trail d'Edward LeSaint : un indien
- 1919 : Shackles of Fate
- 1919 : When Pals Fall Out : Bill
- 1919 : Rough-Riding Romance (en) d'Arthur Rosson
- 1919 : Brother Bill de Leon De La Mothe : Roy Dexter
- 1919 : The Speed Maniac (en) d'Edward LeSaint : petit rôle
- 1919 : The Feud (en) d'Edward LeSaint
- 1919 : The Cowboy and the Rajah

### Années 1920

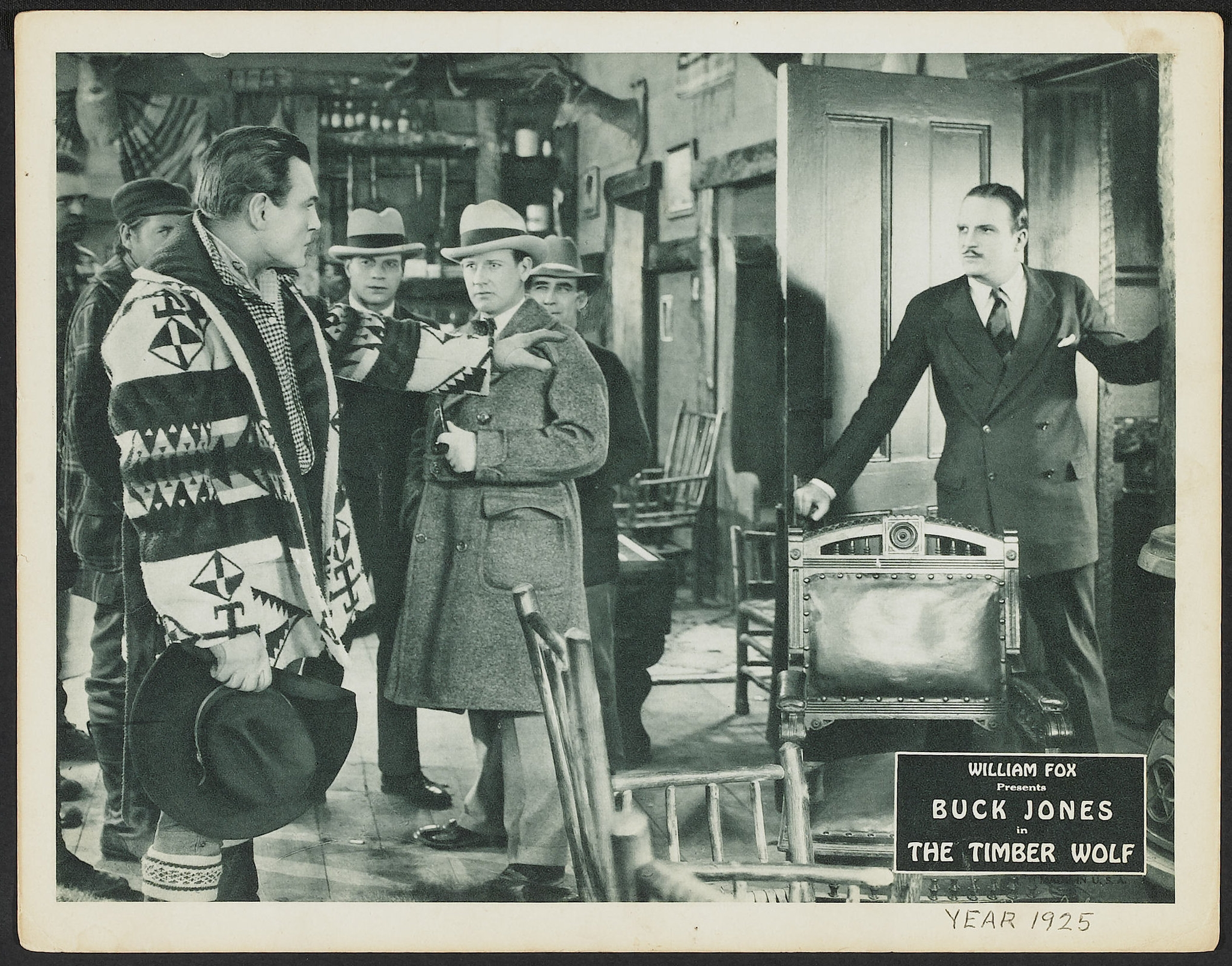
Buck Jones dans The Timber Wolf (1925).

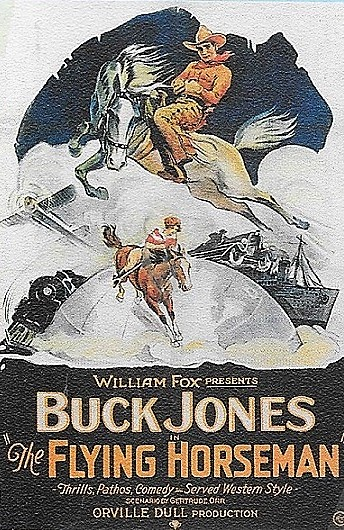
À l'affiche de The Flying Horseman (1926).

- 1920 : The Cyclone (en)
- 1920 : The Last Straw (en) : Tom Beck
- 1920 : Forbidden Trails (it) : Quinton 'Squint' Taylor
- 1920 : The Spirit of Good (en)
- 1920 : Square Shooter : Chick crandall
- 1920 : Firebrand Trevison (it) : Firebrand Trevison
- 1920 : Sunset Sprague (it) : Sunset Sprague
- 1920 : Pour la sauver (Just Pals) de John Ford : Bim
- 1920 : Two Moons (en) : Bill Blunt
- 1921 : Un homme libre (The Big Punch) : Buck
- 1921 : The One-Man Trail : Tom Merrill
- 1921 : Get Your Man (en) : Jock MacTier
- 1921 : Straight from the Shoulder (en) : le médiateur
- 1921 : L'Insulte (To a Finish) de Bernard J. Durning : Jim Blake
- 1921 : Bar Nothing (en) : Duke Smith
- 1921 : Riding with Death : 'Dynamite' Steve Dorsey
- 1922 : Pardon My Nerve! : Racey Dawson
- 1922 : Western Speed : Red Kane
- 1922 : Roughshod (en) : Steel Brannon
- 1922 : Trooper O'Neil : Trooper O'Neil
- 1922 : West of Chicago (en) : Conroy Daly
- 1922 : The Fast Mail : Stanley Carson
- 1922 : Bells of San Juan (en) : Roderick Norton
- 1922 : The Boss of Camp Four (en) : Chet Fanning
- 1923 : The Footlight Ranger (en) : Bill Moreland
- 1923 : Snowdrift (en) : Carter Brent
- 1923 : Le Rayon mortel (The Eleventh Hour) de Bernard J. Durning : Brick McDonald
- 1923 : Skid Proof : Jack Darwin
- 1923 : Second Hand Love de William A. Wellman : Andy Hanks
- 1923 : Hell's Hole (en) : Tod Musgrave
- 1923 : Big Dan de William A. Wellman : Dan O'Hara
- 1923 : Cupid's Fireman de William A. Wellman : Andy McGee
- 1924 : Not a Drum Was Heard de William A. Wellman : Jack Mills
- 1924 : The Vagabond Trail : Donnegan
- 1924 : The Circus Cowboy (en) : Buck Saxon
- 1924 : Western Luck (en) : Larry Campbell
- 1924 : Against All Odds (en) : Chick Newton
- 1924 : Desert Outlaw (en) d'Edmund Mortimer : Sam Langdon
- 1924 : Winner Take All de W. S. Van Dyke : Perry Blair
- 1924 : The Man Who Played Square (en) : Matt Black
- 1925 : The Arizona Romeo (en) : Tom Long
- 1925 : The Trail Rider (en) de W. S. Van Dyke : Tex Hartwell
- 1925 : Gold and the Girl (en) : Dan Prentiss
- 1925 : Le Hors-la-loi (Hearts and Spurs) : Hal Emory
- 1925 : The Timber Wolf (en) : Bruce Standing
- 1925 : Le Réprouvé (Durand of the Bad Lands) de Lynn Reynolds : Dick Durand
- 1925 : Notre héros (Lazybones) de Frank Borzage : Lazybones
- 1925 : The Desert's Price (en) : Wils McCann
- 1926 : The Cowboy and the Countess (en) : Jerry Whipple
- 1926 : The Fighting Buckaroo : Larry Crawford
- 1926 : A Man Four-Square (en) : Craig Norton
- 1926 : Black Paradise (en)
- 1926 : The Gentle Cyclone (en) de W.S. Van Dyke : Absolem Wales
- 1926 : The Flying Horseman (en) : Mark Winton
- 1926 : 30 Below Zero (en) : Don Hathaway Jr.
- 1926 : Desert Valley (en) : Fitzsmith
- 1927 : The War Horse (en) : Buck Thomas
- 1927 : A Rough Shod Fighter
- 1927 : Whispering Sage : Buck Kildare
- 1927 : Hills of Peril (en) : Laramie
- 1927 : Good As Gold (en) : Buck Brady
- 1927 : Chain Lightning (en) : Steve Lannon
- 1927 : Black Jack (en) : Phil Dolan
- 1927 : Blood Will Tell (en) : Buck Peters
- 1928 : The Branded Sombrero (en) : Starr Hallett
- 1928 : The Big Hop (en) : Buck Bronson

### Années 1930
- 1930 : The Lone Rider (en) : Jim Lanning
- 1930 : Shadow Ranch (en) : Sim Baldwin
- 1930 : Men Without Law (en) : Buck Healy

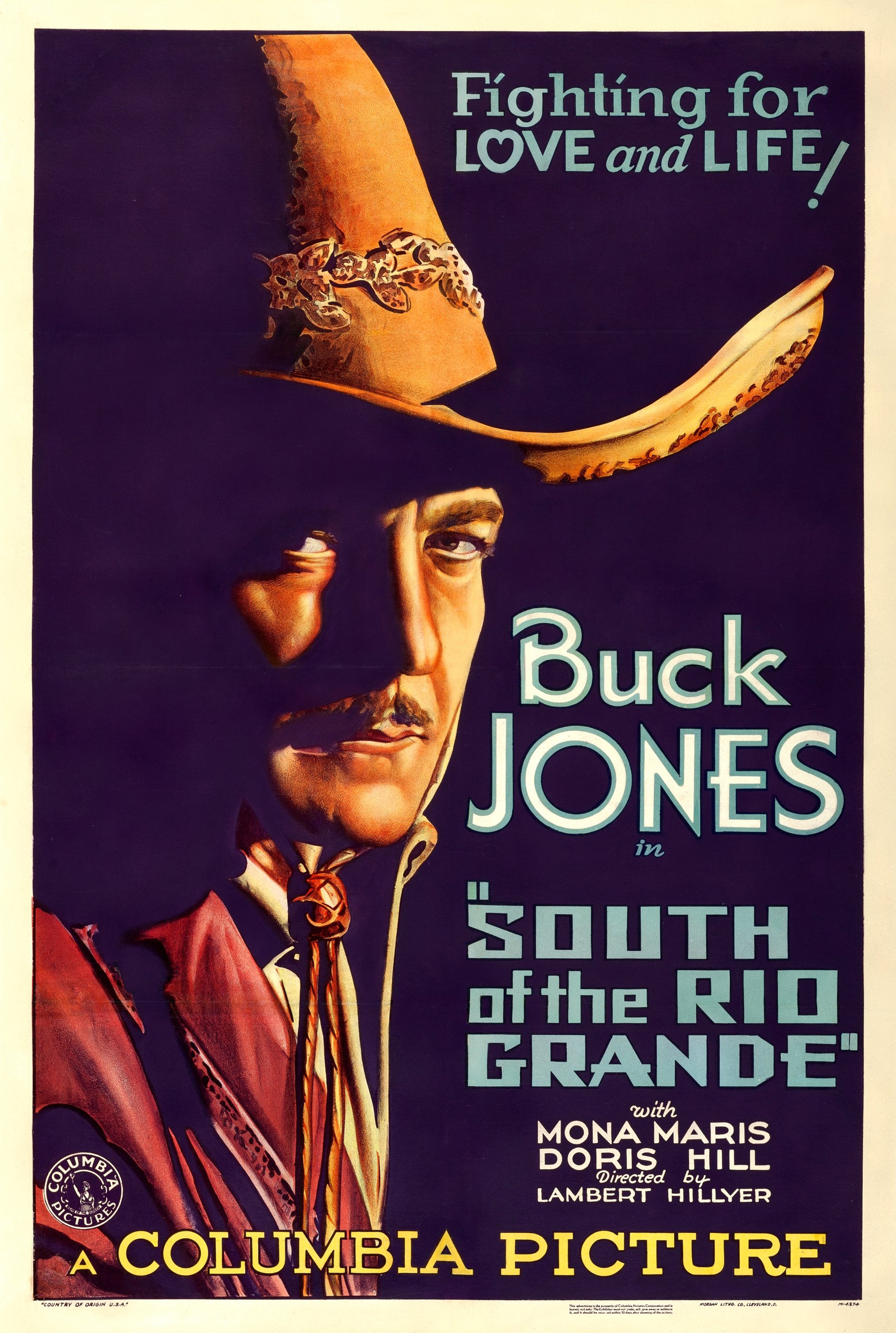
Buck Jones à l'affiche de South of the Rio Grande (1932).

- 1930 : The Dawn Trail (en) : Sheriff Larry Williams
- 1931 : Desert Vengeance (en) : Jim Cardew
- 1931 : The Avenger : Joaquin Murietta dit Ombre noire
- 1931 : The Texas Ranger (en) : Jim Logan, Texas Ranger
- 1931 : The Fighting Sheriff (en) : Sheriff Bob Terry
- 1931 : Branded (en) : Cuthbert Chauncy Dale
- 1931 : Border Law : Jim Houston - Texas Ranger
- 1931 : Le Ranch de la terreur (Range Feud) de D. Ross Lederman : Sheriff Buck Gordon
- 1931 : The Deadline : Buck Donlin
- 1932 : Ridin' for Justice (en) : Buck Randall
- 1932 : One Man Law (en) : Brand Thompson
- 1932 : South of the Rio Grande (en) : Sgt. Carlos Olivarez
- 1932 : High Speed (en) : Bill Toomey
- 1932 : Hello Trouble (en) : Jeff Douglas
- 1932 : McKenna of the Mounted (en) : Sergeant Tom McKenna
- 1932 : L'Aigle blanc (White Eagle) de Lambert Hillyer : L'Aigle blanc
- 1932 : Forbidden Trail (en) : Tom Devlin
- 1932 : Sundown Rider (en) de Lambert Hillyer : Camp O'Neil
- 1933 : Taxi Girls (Child of Manhattan) d'Edward Buzzell : Panama Kelly
- 1933 : Treason : Jeff Connors, posing as Chet Dawson
- 1933 : The California Trail (en) : Santa Fe Stewart
- 1933 : The Thrill Hunter (en) de George B. Seitz : Buck Crosby
- 1933 : Unknown Valley (en) : Joe Gordon
- 1933 : Gordon of Ghost City : Buck Gordon
- 1933 : The Fighting Code : Ben Halliday
- 1934 : The Fighting Ranger (en) de George B. Seitz : Jim Houston
- 1934 : The Man Trailer (en) : Track Ames dit Dan Lane
- 1934 : The Red Rider de Lew Landers : 'Red' Davidson
- 1934 : Rocky Rhodes : 'Rocky' Rhodes
- 1934 : When a Man Sees Red : Buck Benson
- 1935 : The Crimson Trail : Billy Carter
- 1935 : Stone of Silver Creek (en) : T. William Stone
- 1935 : Border Brigands (en) : Sergent Buck Barry, RCMP
- 1935 : The Roaring West : Montana Larkin
- 1935 : Outlawed Guns : Buck Rivers
- 1935 : The Throwback (en) de Ray Taylor : Buck Saunders
- 1935 : The Ivory-Handled Gun : Buck Ward
- 1935 : Sunset of Power (en) de Ray Taylor : Cliff Lea
- 1936 : Silver Spurs : Jim Fentriss
- 1936 : For the Service (en) : Buck O'Bryan
- 1936 : The Cowboy and the Kid : Steve Davis
- 1936 : The Phantom Rider de Ray Taylor : Buck Grant
- 1936 : Ride 'Em Cowboy : Jess Burns
- 1936 : The Boss Rider of Gun Creek : Larry Day / Gary Elliott
- 1936 : Empty Saddles de Lesley Selander : Buck Devlin
- 1937 : Sandflow : Buck Hallett
- 1937 : Left-Handed Law : Alamo Bowie
- 1937 : Smoke Tree Range (en) de Lesley Selander : Lee Cary
- 1937 : Black Aces : Ted Ames
- 1937 : Law for Tombstone (en)  de Buck Jones et B. Reeves Eason : Alamo Bowie
- 1937 : Hollywood Round-Up : Buck Kennedy
- 1937 : Boss of Lonely Valley : Steve Hanson
- 1937 : Sudden Bill Dorn : Bill Dorn
- 1937 : Headin' East (en) d'Ewing Scott (en) : Buck Benson
- 1938 : The Overland Express : Buck Dawson
- 1938 : The Stranger from Arizona : Buck Weylan
- 1938 : Law of the Texan : Sergent Buck Weaver, Texas Ranger
- 1938 : California Frontier : Capitaine Buck Pearson
- 1939 : Unmarried (en) de Kurt Neumann : Slag Bailey

### Années 1940

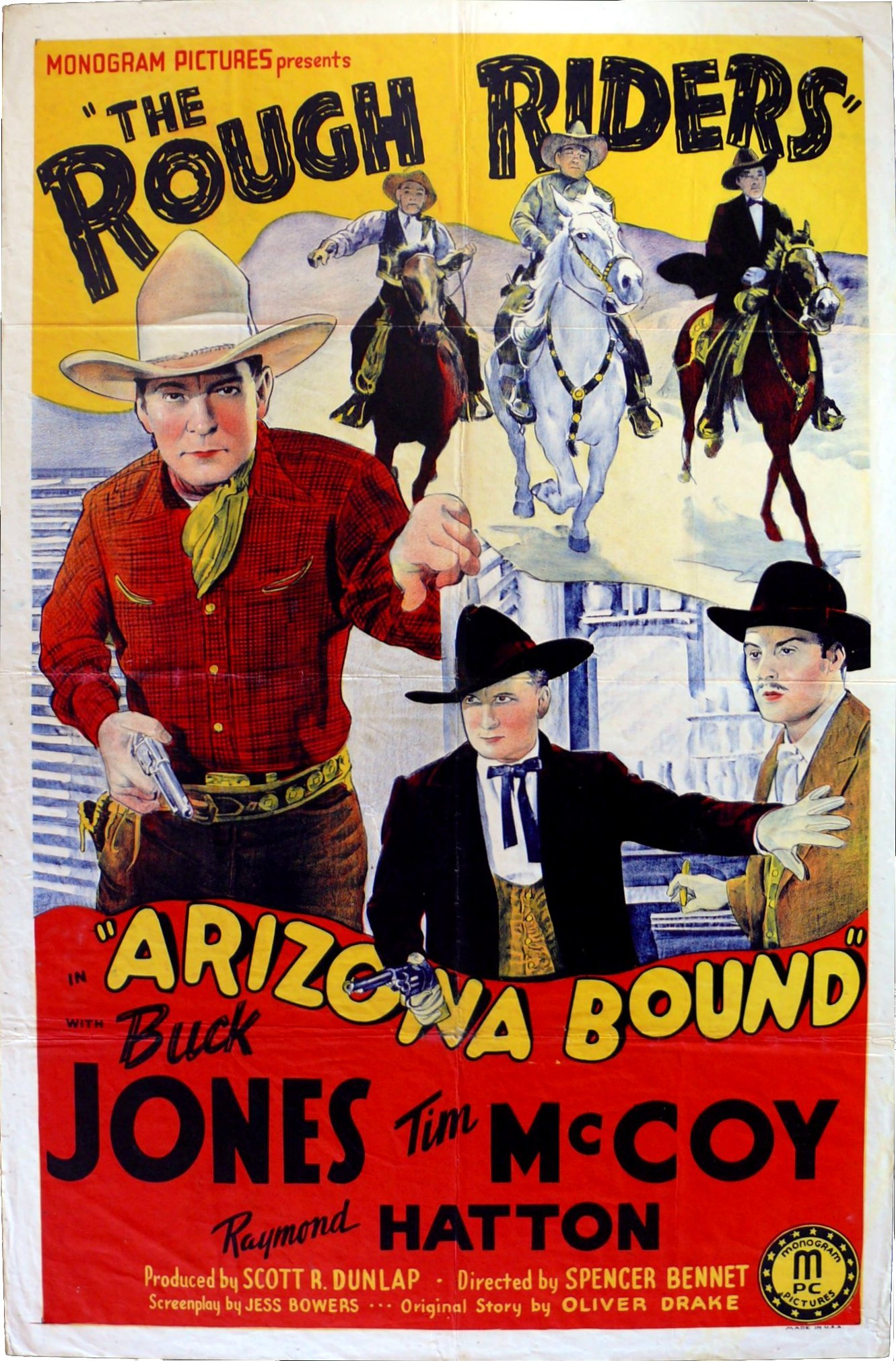
Jones sur l'affiche du film Arizona Bound (1941).

- 1940 : Wagons Westward (en) de Lew Landers : Shérif Jim McDaniels
- 1941 : White Eagle : L'Aigle blanc
- 1941 : Les Justiciers du désert (Riders of Death Valley) : Tombstone
- 1941 : Arizona Bound (en) de Spencer Gordon Bennet : Marshal Buck Roberts
- 1941 : The Gunman from Bodie : Marshal Buck Roberts, alias Bob 'Bodie' Bronson
- 1941 : Forbidden Trails : Marshal Buck Roberts
- 1942 : Below the Border : Marshal Buck Roberts posing as John Robbins
- 1942 : Ghost Town Law : Marshal Buck Roberts
- 1942 : Down Texas Way : U. S. Marshal Buck Roberts
- 1942 : Riders of the West : Marshal Buck Roberts
- 1942 : West of the Law : Marshal Buck Roberts
- 1942 : Dawn on the Great Divide : Buck Roberts